# 18434 Mikesandras
18434 Mikesandras este un asteroid din centura principală de asteroizi.

## Descriere
18434 Mikesandras este un asteroid din centura principală de asteroizi. A fost descoperit pe 12 martie 1994 la Observatorul Palomar de Carolyn S. Shoemaker și David H. Levy. Asteroidul prezintă o orbită caracterizată de o semiaxă mare de 2,44 ua, o excentricitate de 0,23 și o înclinație de 24,9° în raport cu ecliptica.